# دافيد كال
دافيد كال فيغيرُوَا (بالإسبانية: David Cal Figueroa، ولد في 10 أكتوبر 1982، كانغاس دي موراسو، بونتيفيدرا، إسبانيا) رياضي إسباني. يتنافس في رياضة كانو- كاياك (الكانوي).
حصل على الميدالية الذهبية في دورة الألعاب الأولمبية الصيفية عام 2004 في أثينا، كما حاز على الميدالية الذهبية في بطولة العالم للكانو كاياك عام 2007.

## إنجازاته

### الألعاب الأولمبية الصيفية
- 2004 أثينا  اليونان:  ميدالية ذهبية في سباق الكانوي «سي 1» لمسافة 1000 متر.
- 2004 أثينا  اليونان:  ميدالية فضية في سباق الكانوي «سي 1» لمسافة 500 متر.
- 2008 بكين  الصين:  ميدالية فضية في سباق الكانوي «سي 1» لمسافة 500 متر.
- 2008 بكين  الصين:  ميدالية فضية في سباق الكانوي «سي 1» لمسافة 1000 متر.
- 2012 لندن  المملكة المتحدة:  ميدالية فضية في سباق الكانوي «سي 1» لمسافة 1000 متر.

### بطولة العالم للكانو كاياك (الكانوي)
- 2003 غينزفيل، فلوريدا  الولايات المتحدة:  ميدالية فضية في سباق الكانوي «سي 1» لمسافة 1000 متر.
- 2005 زغرب  كرواتيا:  ميدالية فضية في سباق الكانوي «سي 1» لمسافة 1000 متر.
- 2007 دويسبورغ  ألمانيا:  ميدالية ذهبية في سباق الكانوي «سي 1» لمسافة 500 متر.
- 2007 دويسبورغ  ألمانيا:  ميدالية برونزية في سباق الكانوي «سي 1» لمسافة 1000 متر.
- 2011 سزيغت  المجر:  ميدالية فضية في سباق الكانوي «سي 1» لمسافة 1000 متر.

### بطولة أوروبا للكانو كاياك (الكانوي)
- 2004 بوزنان  بولندا  ميدالية فضية في سباق الكانوي «سي 1» لمسافة 1000 متر.
- 2004 بوزنان  بولندا:  ميدالية برونزية في سباق الكانوي «سي 1» لمسافة 500 متر.
- 2007 بونتيفيدرا  إسبانيا:  ميدالية برونزية في سباق الكانوي «سي 1» لمسافة 500 متر.
- 2007 بونتيفيدرا  إسبانيا:  ميدالية برونزية في سباق الكانوي «سي 1» لمسافة 1000 متر.
- 2012 زغرب  كرواتيا:  ميدالية برونزية في سباق الكانوي «سي 1» لمسافة 500 متر.